# Woodes Rogers

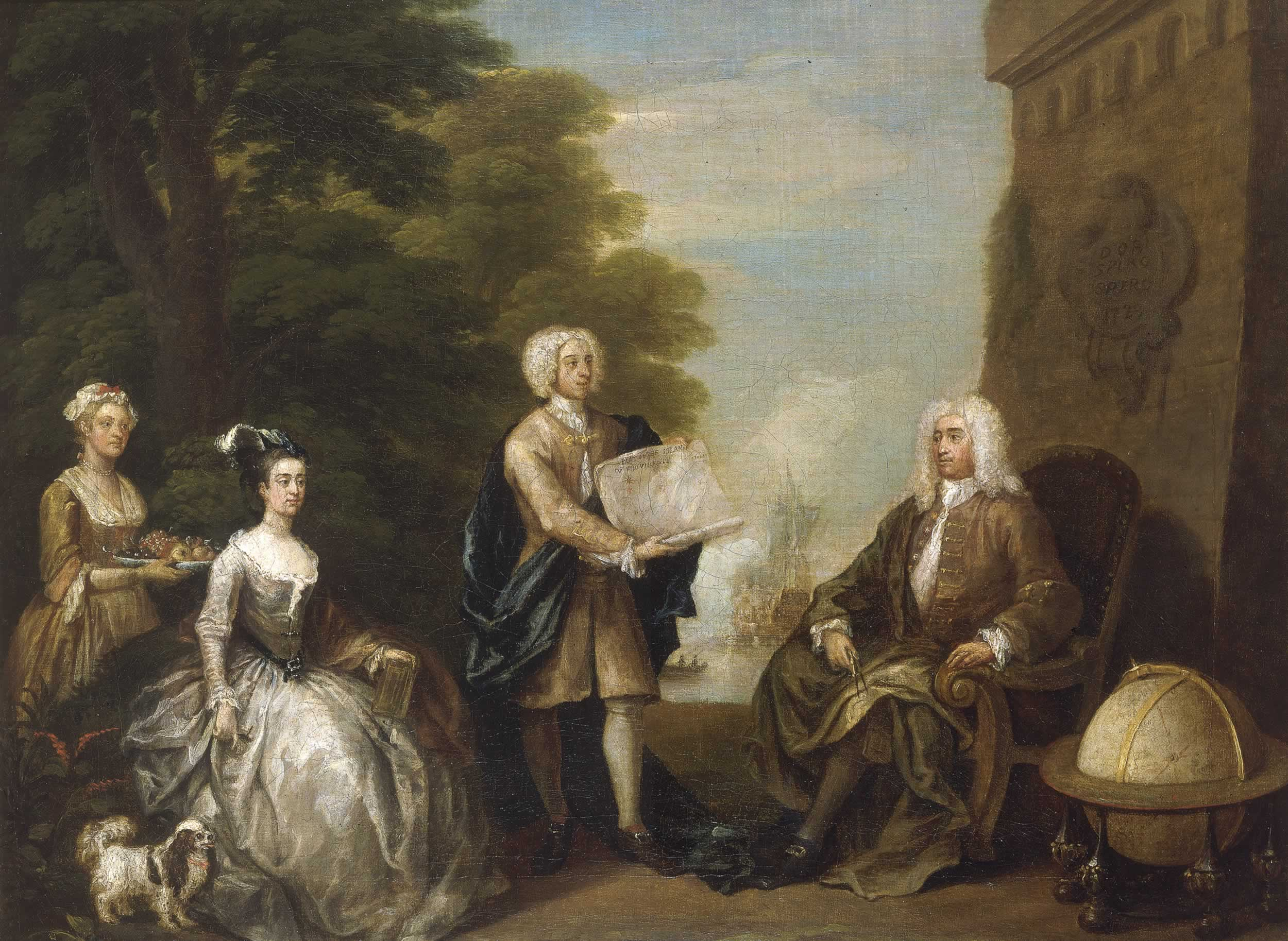
Der Sohn präsentiert seinem Vater Woodes Rogers (rechts) Pläne für den Hafen von Nassau.

Woodes Rogers (* um 1679 in Bristol, England; † 15. Juli 1732 in Nassau, Bahamas) war ein von der britischen Admiralität tolerierter Freibeuter, der Anfang des 18. Jahrhunderts spanische Handelsschiffe attackierte und beraubte. Später bekämpfte er als Gouverneur der Bahamas die Piraterie energisch mit einer Kombination aus Begnadigungen und militärischer Stärke. Sein Motto Expulsis Piratis Restituta Commercia (deutsch „Piraten vertrieben, Handel wiederhergestellt“) blieb bis zur Unabhängigkeit 1973 das Nationalmotto der Bahamas.

## Kaperfahrt um die Welt 1708–1711
Woodes Rogers umrundete als Befehlshaber und Kapitän der Duke (320 Tonnen, 30 Kanonen und 117 Mann) und der Duchess (260 Tonnen, 26 Kanonen und 108 Mann) auf Kaperfahrt 1708–1711 den Globus und brachte reichlich Beute ein. Die Kaperfahrten standen im Zusammenhang mit dem spanischen Erbfolgekrieg, der 1701 begonnen hatte und bis 1714 andauerte. Die englische Krone autorisierte das Aufbringen von gegnerischen Schiffen und verlangte ein Fünftel der Beute als Provision. 1708 wurde dieser Anteil gestrichen. Hiervon wollte Woodes Rogers profitieren, als er am 2. August 1708 in Bristol in See stach. Zudem wollten die Händler dieser Zeit das spanische Handelsmonopol mit der südamerikanischen Pazifikküste brechen. Am 11. September 1708 brachten sie eine Barque mit 45 Passagieren auf. Danach bereiteten sie sich auf die Umsegelung des Kap Hoorn vor.

## Begegnung mit „Robinson Crusoe“
Navigator an Bord war William Dampier. Dieser hatte bereits als Kapitän mit der St. George und der Cinque Ports (unter dem Kommando von Thomas Stradling) 1703–1707 eine Kaperfahrt um die Welt unternommen, war aber dabei gescheitert, da er es nicht vermochte, als Kapitän die Mannschaft bei der Stange zu halten. Auf der Reise kam es 1705 zur freiwilligen Aussetzung von Alexander Selkirk auf einer unbewohnten Insel des Juan-Fernández-Archipels, die 1966 in Isla Robinson Crusoe umbenannt wurde. Selkirk war Segelmeister auf der Cinque Ports gewesen. Rogers nahm bei seiner Fahrt überrascht diesen Alexander Selkirk bei einem Zwischenstopp am 2. Februar 1709 zur Frischwasserauffüllung an Bord und berichtete in England von dessen Insulaner-Dasein. Seine Memoiren von 1712 mit dem Titel A Voyage Around the World werden als Vorbild für Daniel Defoes Roman Robinson Crusoe betrachtet.

## Die Reise geht weiter
Um den 16. März 1709 brachten die beiden Schiffe vor der Küste Perus innerhalb eines Monats 5 spanische Schiffe zwischen 16 t und 500 t auf. Nach diesen Erfolgen griffen sie die Stadt Guayaquil an und verlangten 30.000 Silberpeso Lösegeld. Die Seegefechte verliefen jedoch nicht immer problemlos. In einem Gefecht vor Kalifornien wurde Woodes Rogers schwer verwundet:
Ich wurde durchschossen, die Kugel schlug einen großen Teil meines Oberkiefers weg und einige meiner Zähne, wobei Teile davon auf das Deck fielen, wo ich zu Boden ging.
Bis Juli hatten sie weitere Schiffe erbeutet, ein weiteres im August, und noch eines am 22. Dezember 1709. Die Crew hoffte, die Nuestra Señora de Begoña zu stellen, ein Kriegsschiff von rund 900 t mit 60 Kanonen, die sich in der Gegend aufhielt. Tatsächlich trafen sie sie am 26. Dezember. Sie mussten allerdings nach einem harten Kampf feststellen, dass die Nuestra Señora de Begoña zu stark war, und den Kampf abbrechen. Woodes Rogers wurde erneut verwundet. Ein Holzsplitter zertrümmerte seinen Fersenknochen.
Im Oktober 1710 (1711?) erreichten sie Texel in Holland. Die Niederländische Ostindien-Kompanie wollte die Schiffe wegen angeblicher Verletzung ihrer Handelsrechte beschlagnahmen, aber nach einer Verzögerung segelten sie schließlich am 14. Oktober 1711 die Themse hinauf. Die Reise, die 14.000 Pfund gekostet hatte, erbrachte über 170.000 Pfund Nettoertrag. Woodes Rogers ließ sich eine Zeit lang am Queen Square 19 in Bristol nieder, aber er hatte weitergehende Pläne zur Besiedlung Madagaskars und der Bahamas.

## Gouverneur der Bahamas
1717 wurde Rogers zum Gouverneur von New Providence und dem Rest der Bahamas ernannt. Er brach am 11. April 1718 dorthin auf. Im Gepäck hatte er einen Königlichen Pardon für alle Piraten, die sich vor dem 5. September 1718 ergaben. Er reiste an Bord der Delicia, die von den Kriegsschiffen HMS Milford und HMS Rose sowie den beiden Schaluppen Shark und Buck begleitet wurde. Am 26. Juli 1718 erreichte er New Providence Island. Als er sich dem Hafen näherte, fand er ein brennendes Schiff vor, das von Charles Vane in der Hoffnung in Brand gesteckt worden war, eines der Kriegsschiffe anzulocken. Als sich jedoch alle näherten, flüchtete er. Sogleich nach der Landung machte sich Woodes Rogers an die Reparatur des Forts, das verfallen war, und sandte Blackbeards alten Mentor Kapitän Benjamin Hornigold, der den Königlichen Pardon angenommen hatte, auf die Jagd nach Charles Vane.
Hornigold gelang es auf der Insel Exuma, 130 Seemeilen südöstlich von New Providence, eine Gruppe von zehn Piraten gefangen zu nehmen. Woodes Rogers beschloss, ein Exempel zu statuieren, und acht von ihnen wurden am 12. Dezember gehenkt. Krankheiten und Geldmangel zwangen ihn aber, seine weitreichenden Vorhaben aufzugeben, denn bald sandte die Regierung kein Geld mehr und reagierte auch nicht mehr auf sein Hilfeersuchen. 1720 kehrte er deshalb nach London zurück. Sein Nachfolger George Phenney war jedoch so unfähig, dass Rogers auf Bitte der Inselbewohner mit Sohn und Tochter 1729 auf die Bahamas zurückkehrte. Obwohl er vieles von dem nicht erreichte, was er sich vorgenommen hatte, vertrieb er doch die Piraten von den Bahamas und brach den Würgegriff, den diese um die Karibik gelegt hatten. Er starb am 15. Juli 1732 in Nassau auf den Bahamas.
Rogers soll die berüchtigte Piratin Anne Bonny nur deswegen begnadigt haben, weil er zu dem Zeitpunkt betrunken war.